# Роковое влечение (сериал)
«Роковое влечение» (англ. Fatal Attraction) —  эротический психологический сериал по сценарию Александры Каннингем и Кевина Джей Хайнса. В основе сюжета одноимённый фильм 1987 года режиссера Эдриана Лайна. Главные роли исполнили Лиззи Каплан и Джошуа Джексон.
Премьера сериала на Paramount+ состоялась 30 апреля 2023 года.

## Сюжет
Алекс заводит роман с женатым юристом Дэном. Постепенно она становится одержима новым любовником, в то время как Дэн хочет всё прекратить. Роман принимает неожиданный оборот.

## В ролях
- Лиззи Каплан — Алекс Форрест
- Джошуа Джексон — Дэн Галлахер
- Аманда Пит — Бет Галлахер
- Алисса Джиррелс — Эллен Галлахер
- Тоби Хасс — Майк Джерард
- Рино Уилсон — детектив Эрл Букер
- Брайан Гудман — Артур Томлинсон
- Ванда де Хесус — Марселла Ливай
- Дорин Калдерон — Морин Уокер
- Джессика Харпер — Софи.

## Производство
Впервые о перезагрузке телесериала стало известно в феврале 2021 года, когда компания Paramount Pictures объявила о том, что будет производить телевизионные версии своих популярных фильмов, назвав «Роковое влечение», «Танец-вспышка», «Итальянская работа», «История любви» и «Параллакс» находящимися в разработке для сервиса Paramount+. В ноябре сериал был официально заказан, и Лиззи Каплан получила роль Алекс, которую в фильме играла Гленн Клоуз. В январе 2022 года Джошуа Джексон получил роль Дэна, которого в фильме играл Майкл Дуглас. В мае Сильвер Три присоединился к сериалу в качестве режиссёра и исполнительного продюсера, а Аманда Пит, Алисса Джиррелс, Тоби Хасс, Рино Уилсон и Брайан Гудман присоединились к актёрскому составу в июне. Ванда Де Хесус, Джессика Харпер, Уолтер Перез, Дэвид Менье и Ди Уоллес получили роли второго плана.
Съёмки начались летом 2022 года.